# Mario Urlaß
Mario Urlaß (* 1966 in Zwickau) ist ein deutscher Künstler und Professor für Kunst und ihre Didaktik am Institut für Kunst, Musik und Medien der Pädagogischen Hochschule Heidelberg. Er vertritt den Ansatz der Künstlerischen Bildung.

## Leben und Werk
Urlaß lehrt seit 2003 als Professor für Kunst und ihre Didaktik am Institut für Kunst, Musik und Medien der Pädagogischen Hochschule Heidelberg. Sein Lehr- und Forschungsschwerpunkt liegt in der Theorie und Praxis des künstlerischen Projekts in Schule und Hochschule.
Urlaß initiierte und organisierte zusammen mit Carl-Peter Buschkühle und Joachim Kettel 2007 den Internationalen InSEA-Forschungs- und Entwicklungskongress „horizonte/horizons insea2007germany“ zur Internationalen Kunstpädagogik, der in Heidelberg und Karlsruhe stattfand (Athena Oberhausen 2009). Gemeinsam mit anderen Hochschullehrern richtete er den Bundeskongress der Kunstpädagogik 2010–2012 aus (kopaed München 2013).
Urlaß ist neben Carl-Peter Buschkühle und Joachim Kettel Mitherausgeber der Reihe Kunst und Bildung im Athena-Verlag Oberhausen.
Als Künstler arbeitet er in den Bereichen Malerei, Objektkunst und Installation. Er ist Mitglied in der International Society of Education through Art (InSEA).

## Auszeichnungen
- 2020: Sonderlehrpreis der Pädagogischen Hochschule Heidelberg
- 2006 LAUDA Kunstpreis
- 2003 Wettbewerbssieg (Kunst am Bau, Klinikum Zwickau), Triptychon 2 m × 7 m
- 1993 Stipendium des Sächsischen Ministeriums für Wissenschaft und Kunst für Progetto Civitella d´Agliano (Italien)[6]

## Publikationen (Auswahl)
- Herausgeber der Hefte Nr. 289/290 der Zeitschrift "Kunst+Unterricht" zum Thema „Pflanzen“. Friedrich Verlag, Hannover 2005.
- als Hrsg. mit Carl-Peter Buschkühle, Joachim Kettel: Horizonte. Internationale Kunstpädagogik. Athena Verlag, Oberhausen 2009.
- als Hrsg. mit Sara Burkhardt, Torsten Meyer: convention. Ergebnisse und Anregungen #Tradition #Aktion #Vision. kopaed Verlag, München 2013
- als Hrsg. mit Andreas Brenne, Christina Griebel: Miteinander. Zur Praxis einer     partizipatorischen Kunstpädagogik in der Grundschule. kopaed Verlag, München 2013.
- Kreative Bildbetrachtung; Teil: 3., Moderne Malerei. interdidact GmbH, Verlag für Lehr- und Lernmittel, Heinsberg 2015
- Moderne Kunst mit Kindern. interdidact GmbH, Verlag für Lehr- und Lernmittel, Heinsberg 2015

## Ausstellungen (Auswahl)
- 2023: Künstlerinnen und Künstler aus und um Zwickau, Kunstverein Freunde aktueller Kunst, Zwickau
- 2023: Animal (Ein Kooperationsprojekt von 20 KünstlerInnen des BBK Heidelberg und des BBK Karlsruhe), Forum für Kunst Heidelberg, Heidelberg
- 2018: Zwischen Atelier und Labor, Museum Villa Rot, Burgrieden
- 2013: Einblicke: Kunstankäufe der Stadt Heidelberg, Kurpfälzischen Museum, Heidelberg
- 2011: de rerum natura - Über die Natur der Dinge, Projektort 4D Tapetenwerk, Leipzig